# Les Deux Aventuriers et le Talisman
Les Deux Aventuriers et le Talisman est la treizième fable du livre X de Jean de La Fontaine situé dans le second recueil des Fables de La Fontaine, édité pour la première fois en 1678.

## Texte de la Fable
Aucun chemin de fleurs ne conduit à la gloire. 

Je n'en veux pour témoin qu'Hercule et ses travaux.

Ce dieu n'a guère de rivaux ;

J'en vois peu dans la fable, encor moins dans l'histoire.

En voici pourtant un, que de vieux talismans

Firent chercher fortune au pays des romans.

Il voyageait de compagnie.

Son camarade et lui trouvèrent un poteau

Ayant au haut cet écriteau :

Seigneur Aventurier, s'il te prend quelque envie

De voir ce que n'a vu nul Chevalier errant,

Tu n'as qu'à passer ce torrent ;

Puis, prenant dans tes bras un Éléphant de pierre

Que tu verras couché par terre,

Le porter, d'une haleine, au sommet de ce mont

Qui menace les cieux de son superbe front.

L'un des deux chevaliers saigna du nez. Si l'onde

Est rapide autant que profonde,

Dit-il, et supposé qu'on la puisse passer,

Pourquoi de l'Éléphant s'aller embarrasser ?

Quelle ridicule entreprise !

Le sage l'aura fait par tel art et de guise

Qu'on le pourra porter peut-être quatre pas :

Mais jusqu'au haut du mont, d'une haleine, il n'est pas

Au pouvoir d'un mortel ; à moins que la figure

Ne soit d'un Éléphant nain, pygmée, avorton,

Propre à mettre au bout d'un bâton :

Auquel cas, où l'honneur d'une telle aventure ?

On nous veut attraper dedans cette écriture ;

Ce sera quelque énigme à tromper un enfant :

C'est pourquoi je vous laisse avec votre Éléphant.

Le raisonneur parti, l'aventureux se lance,

Les yeux clos, à travers cette eau.

Ni profondeur ni violence

Ne purent l'arrêter et selon l'écriteau

Il vit son Éléphant couché sur l'autre rive.

Il le prend, il l'emporte, au haut du mont arrive,

Rencontre une esplanade, et puis une cité.

Un cri par l'Éléphant est aussitôt jeté : 

Le peuple aussitôt sort en armes.

Tout autre aventurier au bruit de ces alarmes

Aurait fui. Celui-ci loin de tourner le dos

Veut vendre au moins sa vie, et mourir en héros.

Il fut tout étonné d'ouïr cette cohorte

Le proclamer Monarque au lieu de son Roi mort.

Il ne se fit prier que de la bonne sorte,

Encor que le fardeau fût, dit-il, un peu fort.

Sixte en disait autant quand on le fit Saint-Père :

(Serait-ce bien une misère

Que d'être Pape ou d'être Roi ?)

On reconnut bientôt son peu de bonne foi.

Fortune aveugle suit aveugle hardiesse. 

Le sage quelquefois fait bien d'exécuter

Avant que de donner le temps à la sagesse

D'envisager le fait, et sans la consulter.
— Jean de La Fontaine, Fables de La Fontaine, Les Deux Aventuriers et le Talisman, texte établi par Jean-Pierre Collinet, Fables, contes et nouvelles, Gallimard, « Bibliothèque de la Pléiade », 1991, p. 416